# 内外価格差
内外価格差（ないがいかかくさ）とは商業用語の一つで、同一の商品やサービスであっても、それが売られている場所が国内であるか国外であるかの違いで生じている価格の差を指す。

## 日本
商品が日本で売られている場合には、物価が高いと言われているように、それが日本国外で売られている場合と比較して高いことが多く、こうである原因としては日本では経済規制が多かったり、流通機構が複雑であったり、あらゆるコストが高いからなどという事柄が存在しているとされている。
1985年のプラザ合意以降には日米間での価格差が日本の方が高くなるという形で拡大していき、1995年には東京での価格はニューヨークのそれと比べて約1.5倍にまでなった。

### 為替レートの影響
内外価格差を比較する場合、為替レートの動向が大きく影響するため、内外価格差を発生させる要因として、為替レートと物価の変動速度の乖離が挙げられる。日本の物価は長期的に円高傾向が続いているため、他国と比べて相対的に物価が高い状態が続いていた（2002年時点）。
経済学者の円居総一は「貨幣という名目価値で、他国の通貨で表示した絶対価格で比較し、日本の物価は高い、国際的価格に収斂させなければならない、または高コスト体質を是正しなければならないという議論は意味がない。為替レートですべてが決まるため、日本のモノ・賃金が他国と比べて実質的に高いのか低いのかは解らないからである」と指摘している。

### 物価と生活水準
経済学者の岩田規久男は「日本の消費者物価が高いことは、消費者の生活が困窮しているということを意味しない。生活水準を決めるのは、物価ではなく所得と物価の比率である」と指摘している。岩田は「物価自体には意味はなく、名目所得と物価の比率に意味がある」と指摘している。
日本のGDPをドルで換算することについて、経済学者の高橋洋一は「自国の経済を議論するときに、他国通貨で表示することに意味はない。日本国内の法定通貨は円であるため、ドル表示で所得が増減しても国民生活にはまったく無縁である」と指摘している。

### 貿易財と非貿易財
内外価格差を生み出した大きな要因は、貿易財と非貿易財との間に生じる価格動向の差にある。日本の非貿易財が貿易財より高いのは、貿易財産業の企業が努力によって達成した技術進歩が原因であるとされている。
経済学者の伊藤修は「日本の物価の割高・割安は品目ごとに違う。製造業は世界で鍛えられて、サービス業は甘えていると一概には言えない」と指摘している。経済学者の田中秀臣は「個別価格の水準で見ると、日本のサービス産業の価格は、1990年代から現在（2013年）まで高止まりしたままである。一方で、デフレ不況下にある日本の製造業の価格は下落し続けている。サービス産業の価格の構成要素を見ると、大半は人件費であり、サービス財の価格同様に下方硬直性という性質を持っている。これが高止まりの原因である」と指摘している。